# Expedice 64
Expedice 64 byla čtyřiašedesátou expedicí na Mezinárodní vesmírné stanici (ISS). Posádka byla sedmičlenná a další tři členové přešli z Expedice 63. Začala 21. října 2020 odpojením a odletem Sojuzu MS-16. Tři členové přiletěli v Sojuzu MS-17. A zbývající čtyři v Crew Dragonu (Crew-1). Expedice skončila 16. dubna 2021 odletem Sojuzu MS-17.

## Posádka
| Posádka         | říjen - listopad 2020              | listopad 2020 - duben 2021         | duben 2021                         |
| --------------- | ---------------------------------- | ---------------------------------- | ---------------------------------- |
| Velitel         | Sergej Ryžikov (2), Roskosmos      | Sergej Ryžikov (2), Roskosmos      | Sergej Ryžikov (2), Roskosmos      |
| Palubní inženýr | Kathleen Rubinsová (2), NASA       | Kathleen Rubinsová (2), NASA       | Kathleen Rubinsová (2), NASA       |
| Palubní inženýr | Sergej Kuď-Sverčkov (1), Roskosmos | Sergej Kuď-Sverčkov (1), Roskosmos | Sergej Kuď-Sverčkov (1), Roskosmos |
| Palubní inženýr |                                    | Michael Hopkins (2), NASA          | Michael Hopkins (2), NASA          |
| Palubní inženýr |                                    | Victor Glover (1), NASA            | Victor Glover (1), NASA            |
| Palubní inženýr |                                    | Sóiči Noguči (3), JAXA             | Sóiči Noguči (3), JAXA             |
| Palubní inženýr |                                    | Shannon Walkerová (2), NASA        | Shannon Walkerová (2), NASA        |
| Palubní inženýr |                                    |                                    | Oleg Novickij (3), Roskosmos       |
| Palubní inženýr |                                    |                                    | Pjotr Dubrov (1), Roskosmos        |
| Palubní inženýr |                                    |                                    | Mark Vande Hei (2), NASA           |

V závorkách je uveden dosavadní počet letů do vesmíru včetně této mise.